# Penthalodidae
Penthalodidae är en familj av spindeldjur. Enligt Catalogue of Life ingår Penthalodidae i ordningen Prostigmata, klassen spindeldjur, fylumet leddjur och riket djur, men enligt Dyntaxa är tillhörigheten istället ordningen kvalster, klassen spindeldjur, fylumet leddjur och riket djur. Enligt Catalogue of Life omfattar familjen Penthalodidae 4 arter. 
Kladogram enligt Catalogue of Life och Dyntaxa:
| Penthalodidae | \| \| Callipethalodes \| \| \| \| \| \| Penthalodes \| \| \| \| \| \| Stereotydeus \| \| \| \| |
|               | \| \| Callipethalodes \| \| \| \| \| \| Penthalodes \| \| \| \| \| \| Stereotydeus \| \| \| \| |
|               | Callipethalodes                                                                                |
|               |                                                                                                |
|               | Penthalodes                                                                                    |
|               |                                                                                                |
|               | Stereotydeus                                                                                   |
|               |                                                                                                |